# Hahnia tabulicola
Hahnia tabulicola là một loài nhện trong họ Hahniidae.
Loài này thuộc chi Hahnia. Hahnia tabulicola được Eugène Simon miêu tả năm 1898.